# Gary Haisman
Gary Haisman (* 29. Januar 1958 in Buckinghamshire; † 28. November 2018) war ein britischer Sänger und Stilikone des Acid House. Er wurde vor allem bekannt als Gastsänger auf D Mobs Song We Call It Acieed.

## Leben
Gary Haisman war ein Clubpromoter und Tänzer der zum Gesicht der britischen Clubszene in den 1980ern wurde und dem losen Verbund Boys Own Fanzine Crew angehörte. Er prägte die Clubszene der 1980er mit seinem Stil und trug zur Verbreitung des Slogans „It’s all gone Pete Tong“ bei. Ikonisch wurde ein Foto von ihm im Disconebel mit „Boys Own“-T-Shirt.
1988 war er Gastsänger auf dem Titel We Call It Acieed, wo er das Wort „Acid“ schrill als „Acieeed“ betonte und damit zu einem der wichtigsten Acid-House-Songs machte. Das Lied erreichte Platz 3 der britischen Charts und Platz 22 in Deutschland.
Haisman lebte später in Spanien, wo er sich eine schwere Venenthrombose zuzog, an der er beinahe verstarb. Er kehrte später ins Vereinigte Königreich zurück. Sein schlechter Gesundheitszustand führte dazu, dass er nur noch wenige Schritte laufen konnte. Er starb am 29. November 2018 im Alter von 60 Jahren.

## Diskografie
- 1988: D Mob: We Call It Acieed (FFRR)